# Disporella alboranensis
Disporella alboranensis is een mosdiertjessoort uit de familie van de Lichenoporidae. De wetenschappelijke naam van de soort is voor het eerst geldig gepubliceerd in 1992 door Alvarez.